# Spanish Guitars
Spanish Guitars è un album discografico di Al Caiola, pubblicato dall'etichetta discografica Time Records nel 1961.

## Tracce
Lato A
1. Bésame mucho – 3:04 (Consuelo Velázquez)
2. Mambo jambo – 2:04 (Pérez Prado)
3. My Shawl – 3:02 (Xavier Cugat, Stanley Adams, Pedro Berrios, Paul Hill)
4. Piel canela – 3:25 (Bobby Capó)
5. You Belong to My Heart – 2:55 (Agustín Lara, Ray Gilbert)
6. Jungle Drums – 3:25 (Carmen Lombardo, Ernesto Lecuona, Charles O'Flynn)

Lato B
1. El rancho grande – 2:24 (Emilio Uranga, Silvano Ramos)
2. Poinciana – 3:23 (Buddy Bernier, Nat Simon)
3. Magic Is the Moonlight – 2:18 (Charles Pasquale, María Grever)
4. Serenata – 2:49 (Leroy Anderson)
5. Ritual Fire Dance – 2:38 (Emanuel De Falla)
6. Yours – 3:28 (Agustin Rodriguez, Gonzalo Roig, Jack Sherr)

Note: 

## Musicisti
- Al Caiola - arrangiamenti, conduttore musicale
- Mr. X - chitarra spagnola
- Don Arnone - chitarra spagnola
- Dick Dia - chitarra spagnola
- Barry Galbraith - chitarra spagnola
- Allen Hanlon - chitarra spagnola
- Bucky Pizzarelli - chitarra spagnola
- Bill Suyker - chitarra spagnola
- George Barnes - chitarra elettrica
- Al Caiola - chitarra elettrica
- Al Casamenti - chitarra elettrica
- Art Ryerson - chitarra elettrica
- James Mitchell - chitarra ritmica
- Don Perri - chitarra ritmica
- Dominic Cortese - accordion
- Frank Carrulli - basso
- Sol Gubin - batteria
- Phil Kraus - percussioni (xylofono, marimba, vibrafono, celeste, timpani, conga drum, chinese bell tree, bongos, castanets, maracas, timbales)
- Bob Rosengarden - percussioni (xylofono, marimba, vibrafono, celeste, timpani, conga drum, chinese bell tree, bongos, castanets, maracas, timbales)

Note aggiuntive
- Bob Shad - produttore (artist & repertoire)
- Bob Arnold - ingegnere delle registrazioni
- Murray Stein - design album
- Mark Reilly - note retrocopertina album[3]